# Салвадор (Бежа)
Салвадор (порт. Salvador; МФА: [saɫ.vɐ.ˈdoɾ]) — парафія в Португалії, у муніципалітеті Бежа. Розташована в південній частині країни, на теренах історичної португальської провінції Алентежу. Входить до складу округу Бежа. За адміністративним поділом, чинним до 1976 року, терени парафії були складовою провінції Нижнє Алентежу. Належить до Безької діоцезії Католицької церкви. Патрон — Ісус Христос. Площа — 6,4826 км². Населення — 6590 ос. (2011). Середньо урбанізований регіон. Густота населення — 1016,57 осіб/км²
. Код — 020509.

## Населення
| Кількість мешканців | Кількість мешканців | Кількість мешканців | Кількість мешканців | Кількість мешканців | Кількість мешканців | Кількість мешканців | Кількість мешканців | Кількість мешканців | Кількість мешканців | Кількість мешканців | Кількість мешканців | Кількість мешканців | Кількість мешканців | Кількість мешканців |
| ------------------- | ------------------- | ------------------- | ------------------- | ------------------- | ------------------- | ------------------- | ------------------- | ------------------- | ------------------- | ------------------- | ------------------- | ------------------- | ------------------- | ------------------- |
| 1864                | 1878                | 1890                | 1900                | 1911                | 1920                | 1930                | 1940                | 1950                | 1960                | 1970                | 1981                | 1991                | 2001                | 2011                |
| 1 241               | 2 523               | 1 783               | 1 945               | 2 477               | 2 895               | 3 471               | 3 941               | 4 438               | 5 189               | 4 932               | 5 300               | 5 412               | 5 774               | 6 590               |